# 470 pr. n. št.

## Rojstva
- 4. junij - Sokrat, grški filozof († 399 pr. n. št.)
- Demokrit, grški filozof, učenjak (približen datum) († 360 pr. n. št.)
- Meton, grški astronom (približen datum) († okoli 400 pr. n. št.)

## Smrti
- Heraklit Mračni, starogrški filozof (* 535 pr. n. št.)
- Parmenid, starogrški filozof (* okoli 540 pr. n. št.)